# RedOne
Nadir Khayat (Tétouan, 9 april 1972), beter bekend onder zijn artiestennaam RedOne, is een Marokkaans-Zweeds zanger en producer.
Hij heeft gewerkt met onder andere A*Teens, Lady Gaga, Akon, Michael Jackson, RBD, U2, Nicki Minaj, Jennifer Lopez, Nicole Scherzinger, Pitbull, Enrique Iglesias, Shakira, Wyclef Jean, Mariah Carey, Paulina Rubio, Mylène Farmer, Mohombi, Inna, Alexandra Burke, Austin Mahone, One Direction, Marc Anthony, Rod Stewart, Usher en Ava Max.
Hij is tien keer genomineerd voor een Grammy Award en won de prijs drie keer.

## Carrière
RedOne werd geboren in de Marokkaans stad Tétouan als het jongste kind in een gezin met negen kinderen. In 1991 vertrok hij als 19-jarige naar Zweden om te werken aan zijn muziekcarrière. Hij begon in zijn beginjaren als zanger en gitarist in meerdere bands. 1995 kreeg hij de Zweedse nationaliteit toegereikt.
In 1995 schakelde hij over naar schrijver en producer voor andere artiesten. Hierbij kreeg hij hulp van Rami Yacoub, een Zweedse Palestijn die als producer al meerdere successen had geboekt. Hierna begon hij te werken met grote Zweedse Artiesten zoals de meidenband “Popsie”. Na de behaalde successen in Europa vertrok hij naar de Verenigde Staten om daar verder te werken aan zijn carrière.
Hij produceerde in 2006 het lied “Bamboo” dat het officiële WK lied werd van de FIFA.
Hij produceerde vlak daarna een "mash-up" remix van het lied van Shakira en Wyclef Jean genaamd “Hips Don’t Lie. Dit werd zijn eerste grote samenwerking met wereldwijd bekende artiesten.
In de jaren erna ontpopte hij zich tot een internationale bekendheid door samenwerkingen met Michael Jackson, Jennifer Lopez, Lady Gaga, Mariah Carey, Justin Bieber, Nicki Minaj, One Direction, French Montana, Usher, Daddy Yankee en nog veel meer topartiesten. Hij won zelfs 3 Grammy Awards.
In 2014 startte hij zijn eigen muzieklabel genaamd “RedOne Records”.

## Productie en songwriting
RedOne begon vroeg met het schrijven en produceren voor andere artiesten. Zijn eerste grote samenwerkingen waren met Lady Gaga en een groot aantal andere artiesten zoals Jennifer Lopez, Britney Spears, Pitbull, Enrique Iglesias, Nicki Minaj, Porcelain Black, Havana Brown, Mohombi, 7Lions.
Daarnaast heeft hij geschreven en geproduceerd voor de volgende artiesten (in alfabetische volgorde): Akon, Marc Anthony, Justin Bieber, Birdman, Zander Bleck , Mary J Blige, Brandy, Alexandra Burke, Cassie, Cheb Khaled, Cher, Taio Cruz, Kat DeLuna, Jason Derulo, Jade Ewen, Mylène Farmer, Selena Gomez , Ayumi Hamasaki, Enrique Iglesias, Inna, K'naan, Katia, Kika, Sean Kingston, Little Boots, Cher Lloyd, Pixie Lott, Austin Mahone, Nicki Minaj, Mohombi, Nayer, Orianthi, Lionel Richie, Kelly Rowland, Paulina Rubio, Nicole Scherzinger , Space Cowboy, Usher en Lil Wayne. 
Hij heeft ook samenwerkingen gehad met de volgende Bands: RBD, Backstreet Boys, Cheetah Girls, Dive Bella Dive, Far East Movement, Flipsyde, Jada, JLS, Love Generation, Midnight Red, New Kids on the Block, One Direction, Sugababes, Now United, Talkback,  Ying Yang Twins, onder andere.

## Discografie

### Singles
| Jaar | Titel                                                                                        | Hoogste positie | Hoogste positie | Hoogste positie | Hoogste positie | Album                    |
| Jaar | Titel                                                                                        | FRA             | SPN             | ZWE             | ZWI             | Album                    |
| ---- | -------------------------------------------------------------------------------------------- | --------------- | --------------- | --------------- | --------------- | ------------------------ |
| 2016 | "Don't You Need Somebody" (featuring Enrique Iglesias, Rock City, Serayah McNeill en Shaggy) | 150             | 18              | 7               | 19              | Niet op album verschenen |
| 2017 | "Boom Boom" (met Daddy Yankee, French Montana en Dinah Jane)                                 | 170             | 33              | —               | 90              | Niet op album verschenen |
| 2018 | "One World" (featuring Adelina en Now United)                                                | —               | —               | —               | —               | Niet op album verschenen |
| 2019 | "We Love Africa" (featuring Inna Modja and Aminux)                                           | —               | —               | —               | —               | Niet op album verschenen |

### Andere platen
| Jaar | Titel | Hoogste positie | Hoogste positie | Hoogste positie | Hoogste positie | Hoogste positie | Hoogste positie | Hoogste positie | Hoogste positie | Hoogste positie | Album                                   |
| Jaar | Titel | OOS             | BEL (Fl)        | BEL (Wa)        | FRA             | DUI             | ITA             | NED             | SPN             | ZWI             | Album                                   |
| ---- | --- | --------------- | --------------- | --------------- | --------------- | --------------- | --------------- | --------------- | --------------- | --------------- | --------------------------------------- |
| 2010 | "Kick Ass (We Are Young)" (Mika vs. RedOne)                                                                        | 54              | 8               | 5               | —               | 54              | 5               | —               | —               | 56              | Kick-Ass: Music from the Motion Picture |
| 2012 | "Knockin' on Heaven's Door" (featuring Nabil Khayat)                                                               | —               | —               | —               | —               | —               | —               | —               | —               | —               | Chimes of Freedom                       |
| 2014 | "A-Ricky-Kee" (SuperMartXé vs. RedOne)                                                                             | —               | —               | —               | —               | —               | —               | —               | —               | —               | Niet op album verschenen                |
| 2014 | "¡Hala Madrid! ...y nada más" (Real Madrid featuring RedOne)                                                       | —               | —               | —               | 143             | —               | —               | —               | 1               | —               | Niet op album verschenen                |
| 2016 | "La Roja Baila (Himno Oficial de la Selección Española)" (Sergio Ramos, Niña Pastori & RedOne)                     | —               | —               | —               | —               | —               | —               | —               | 3               | —               | Niet op album verschenen                |
| 2017 | "Voy a bailar" (Ali B featuring Boef, Rolf Sanchez & RedOne)                                                       | —               | —               | —               | —               | —               | —               | 13              | —               | —               | Niet op album verschenen                |
| 2017 | "Love Is All That Matters" (Aleksey Vorobev & RedOne)                                                              | —               | —               | —               | —               | —               | —               | —               | —               | —               | Niet op album verschenen                |
| 2018 | "Festival" (Los Polinesios & RedOne)                                                                               | —               | —               | —               | —               | —               | —               | —               | —               | —               | Niet op album verschenen                |
| 2018 | "Nos Fuimos Lejos (Arabische Versie)" (Descemer Bueno, Enrique Iglesias & Hatim Ammor featuring El Micha & RedOne) | —               | —               | —               | —               | —               | —               | —               | —               | —               | Niet op album verschenen                |

## Persoonlijk leven
Khayat trouwde in 2009 met de Marokkaans-Nederlandse modeontwerpster Laila Aziz. Ze startten samen een eigen merk genaamd Kayat.